# JTV 낮 뉴스
JTV 낮 뉴스는 대한민국 JTV에서 평일 낮 12시 30분에 방송되었던 전주방송의 낮 뉴스 프로그램이다.

## 앵커

### 현재 앵커
현재 앵커는 2022년 10월 4일부터를 기준으로 한다.
- 유일한 아나운서 (남)

### 역대 앵커
| 역대 | 진행자          | 진행 기간                          | 비고  |
| ---- | --------------- | ---------------------------------- | ----- |
| 1대  | 김문정 아나운서 | 2022년 10월 4일 ~ 2022년 12월 30일 | [ 1 ] |
| 2대  | 유일한 아나운서 | 2023년 1월 2일 ~ 2023년 12월 31일  | [ 2 ] |

## 같이 보기
- JTV
- SBS 12 뉴스